# Jim van Fessem
Jim ("Jimmy") van Fessem (Tilburg, 7 augustus 1975) is een Nederlandse voormalig voetbaldoelman.

## Clubloopbaan
Na bij de amateurs van Hieronymus, Sarto en Longa te hebben gespeeld keepte Van Fessem tussen 1994 en 2001 voor Willem II. Hij maakte zijn debuut in de eredivisie op 26 oktober 1994 in de wedstrijd Willem II-PSV (2-1). In de seizoenen 1999/2000 en 2000/2001 kon Van Fessem niet meer op een basisplaats rekenen en na liefst 122 wedstrijden in Tilburg vertrok 'de tank' naar Vitesse uit Arnhem.
Bij Vitesse kwam hij in zijn eerste seizoen tot 16 wedstrijden, het seizoen erna keepte hij slechts één duel. Na een seizoen waarin hij tweeëntwintigmaal uitkwam voor Vitesse vertrok Van Fessem naar ADO Den Haag, maar daarvoor kwam hij slechts eenmaal in actie en was hij tweede keus na Dorus de Vries. Hij vertrok dan ook naar De Graafschap, alwaar hij de concurrentie aan moest gaan met de ervaren Rob van Dijk. Van Fessem knokte zich in de basis en na het vertrek van Van Dijk naar RKC Waalwijk was hij definitief zeker van een basisplaats, die hij ook het seizoen 2007/2008 behield. Van 2008 tot 2012 speelde Van Fessem in het shirt van NAC Breda, al kwam hij tot slechts één officieel duel voor de club uit Breda (in de UEFA Intertoto Cup 2008). In de zomer van 2012 stopte hij met betaald voetbal maar bleef bij de club werkzaam als teammanager.
Van Fessem was namens Jong Oranje de eerste doelman op het Europees kampioenschap voetbal onder 21 - 1998 waar Nederland als vierde eindigde.

## Clubstatistieken
| Seizoen | Club          | Duels | Goals | Competitie     |
| ------- | ------------- | ----- | ----- | -------------- |
| 1994/95 | Willem II     | 1     | 0     | Eredivisie     |
| 1995/96 | Willem II     | 17    | 0     | Eredivisie     |
| 1996/97 | Willem II     | 17    | 0     | Eredivisie     |
| 1997/98 | Willem II     | 28    | 0     | Eredivisie     |
| 1998/99 | Willem II     | 34    | 0     | Eredivisie     |
| 1999/00 | Willem II     | 9     | 0     | Eredivisie     |
| 2000/01 | Willem II     | 6     | 0     | Eredivisie     |
| 2001/02 | SBV Vitesse   | 16    | 0     | Eredivisie     |
| 2002/03 | SBV Vitesse   | 1     | 0     | Eredivisie     |
| 2003/04 | SBV Vitesse   | 22    | 0     | Eredivisie     |
| 2004/05 | ADO Den Haag  | 1     | 0     | Eredivisie     |
| 2004/05 | De Graafschap | 17    | 0     | Eredivisie     |
| 2005/06 | De Graafschap | 38    | 0     | Eerste divisie |
| 2006/07 | De Graafschap | 35    | 0     | Eerste divisie |
| 2007/08 | De Graafschap | 34    | 0     | Eredivisie     |
| 2008/09 | NAC Breda     | 0     | 0     | Eredivisie     |
| 2009/10 | NAC Breda     | 0     | 0     | Eredivisie     |
| 2010/11 | NAC Breda     | 0     | 0     | Eredivisie     |
| 2011/12 | NAC Breda     | 0     | 0     | Eredivisie     |
| Totaal  | Totaal        | 286   | 0     |                |